# Williot Swedberg
Williot Swedberg (Stockholm, 2004. február 1. –) svéd korosztályos válogatott labdarúgó, a spanyol Celta de Vigo középpályása.

## Pályafutása

### Klubcsapatokban
Swedberg a svéd fővárosban, Stockholm városában született. Az ifjúsági pályafutását a Sickla csapatában kezdte, majd 2011-ben a Hammarby akadémiájánál folytatta.
2020-ban, kölcsönben mutatkozott be a Frej harmadosztályban szereplő felnőtt csapatában. 2021-ben visszatért a Hammarbyhoz. 2021. július 11-én, a Degerfors ellen hazai pályán 5–1-re megnyert mérkőzés 79. percében David Accam cseréjeként debütált, majd két perccel később be is talált az ellenfél hálójába. Ezzel a teljesítményével felkeltette az érdeklődését a dán Brøndby és Midtjylland csapatainak is. Augusztus 12-én, Swedberg új, három éves szerződést kötött a Hammarbyval. 2022. február 23-án az orosz Lokomotyiv Moszkva csapatával kötött szerződést 4,5 millió €-s értékben, ám az nem valósult meg Oroszország 2022-es ukrajnai inváziója miatt.
2022. július 1-jén ötéves szerződést kötött a spanyol első osztályban érdekelt Celta de Vigo együttesével. Először a 2022. november 5-ei, Osasuna ellen 2–1-re elvesztett mérkőzés 57. percében, Jørgen Strand Larsen cseréjeként lépett pályára.

### A válogatottban
Swedberg az U15-ös, az U16-os és az U18-as korosztályokban is képviselte Svédországot.
2021-ben debütált az U19-es válogatottban. Először a 2021. október 8-ai, Írország elleni mérkőzésen lépett pályára. Első válogatott gólját 2022. március 29-én, Csehország ellen 3–1-re elvesztett U19-es EB-selejtezőn szerezte.

## Statisztikák
2023. január 3. szerint
| Klub                      | Szezon   | Osztály            | Bajnokság | Bajnokság | Kupa  | Kupa | Nemzetközi | Nemzetközi | Összesen | Összesen |
| Klub                      | Szezon   | Osztály            | Meccs     | Gól       | Meccs | Gól  | Meccs      | Gól        | Meccs    | Gól      |
| ------------------------- | -------- | ------------------ | --------- | --------- | ----- | ---- | ---------- | ---------- | -------- | -------- |
| Frej (kölcsönben)         | 2020     | Division 1 – Norra | 16        | 0         | —     | —    | —          | —          | 16       | 0        |
| Hammarby TFF (kölcsönben) | 2021     | Division 1 – Norra | 11        | 1         | —     | —    | —          | —          | 11       | 1        |
| Hammarby                  | 2021     | Allsvenskan        | 19        | 2         | 1     | 0    | 5          | 1          | 25       | 3        |
| Hammarby                  | 2022     | Allsvenskan        | 10        | 5         | 6     | 0    | —          | —          | 16       | 5        |
| Hammarby                  | Összesen | Összesen           | 29        | 7         | 7     | 0    | 5          | 1          | 41       | 8        |
| Celta Vigo                | 2022–23  | La Liga            | 1         | 0         | 3     | 0    | —          | —          | 4        | 0        |
| Összesen                  | Összesen | Összesen           | 57        | 8         | 10    | 0    | 5          | 1          | 72       | 9        |